# Christiaan Lindemans
 (septembre 2012).
Si vous disposez d'ouvrages ou d'articles de référence ou si vous connaissez des sites web de qualité traitant du thème abordé ici, merci de compléter l'article en donnant les références utiles à sa vérifiabilité et en les liant à la section « Notes et références ».
Christiaan Lindemans (né le 24 octobre 1912 à Rotterdam et mort le 18 juillet 1946 à Schéveningue) est un espion double néerlandais de la Seconde Guerre mondiale, officier de l'armée belge et agent du SOE qui a fait défection pour l'Abwehr en 1944.
Il officiait sous le nom de Freddi Desmet et avait pour surnom de « King Kong » ou dans certains milieux, « le Tueur » car il procédait à des missions d'exécution. Il aurait été membre de l'organisation Z du colonel Claude Dansey.
Il livra les plans de l'opération Market Garden, ou plus précisément, de l'opération Arnhem aux Allemands deux jours avant l'attaque et est ainsi accusé d'avoir provoqué la défaite des Alliés à la bataille d'Arnhem en 1944, une défaite importante puisqu'elle prolongea la guerre de six mois et permis à l'Armée rouge d'entrer la première à Berlin. 
Il semble toutefois que la trahison de Lindemans n'ait pas eu cette incidence, les Allemands qui redoutaient une opération d'intoxication et n'ayant pas pris au sérieux les éléments qu'il leur fournissait.

## Biographie
Avant le début de la Seconde Guerre mondiale, Lindemans travaillait aux côtés de son frère Jan comme mécanicien dans le garage de son père à Rotterdam. Au cours de l'été 1936, il a été blessé dans un accident de moto, le crâne fissuré et le bras et la jambe gauches blessés, ce qui l'a obligé à marcher avec une démarche lourde et simiesque, et lui a valu, avec sa stature grande et lourde (1,90 m et 120 kg), le surnom de King Kong. Il parlait bien le français et l'allemand et un peu d'anglais. 
Lindemans commence à travailler comme informateur pour les services secrets britanniques dès le printemps 1940, relayant les mouvements des navires vers Londres. En août de la même année, il trouve un emploi de chauffeur de camion sur l'itinéraire Lille-Paris, transportant de l'essence pour les forces aériennes allemandes. Alors qu'il vit à Lille, et par l'intermédiaire de sa petite amie (qui deviendra plus tard sa femme), il s'engage dans la résistance en 1940. Vers septembre 1942, Lindemans établit sa propre filière d'évasion à Abbeville où il est arrêté deux mois plus tard sur dénonciation. Malgré un emprisonnement de cinq mois par les Allemands, il reste le seul membre de son organisation à être détenu. 
En 1943, sa popularité en tant que leader de la résistance néerlandaise est à son apogée. Il avait commencé à collecter des bijoux et d'autres objets de valeur auprès de femmes riches afin de fournir des fonds de combat pour la "voie de sortie" souterraine à travers la Belgique et les Pays-Bas occupés vers l'Espagne et le Portugal. 
Lindemans a servi de contact entre les mouvements de résistance néerlandais, qu'ils soient engagés dans le sabotage des communications, la protection des personnes en fuite ou dans le renseignement, en lien avec les services britanniques. Lindemans était membre d'une des douze unités reconnues de l'armée clandestine belge appelée Les Libérés, fondée par Camille Tromme, ce qui lui permettait de rester en possession d'une mitrailleuse et d'un revolver. 
En février 1944, son jeune frère Henk est arrêté à Rotterdam par la Sipo et retenu en captivité à La Haye, en attendant son exécution, pour avoir aidé des Anglais à s'échapper des Pays-Bas. Suit le 24 février l'arrestation en France de sa femme, Gilberte Letupp, chanteuse de cabaret française qui travaillait pour la Résistance et attendait alors leur deuxième enfant. 
En mars 1944, il prend contact avec des membres de l'Abwehr stationnés aux Pays-Bas et accepte de devenir un agent double en échange de la libération de sa femme et de son frère. Son frère est effectivement libéré peu après et envoyé en Allemagne en tant que travailleur « volontaire. » Contrairement à ce que lui assure Hermann Giskes, chef de l'Abwehr néerlandais, aucune action n'est alors menée en faveur de sa femme.
Gilberte est durement interrogée mais ne parle pas. Elle est emmenée à la prison de Fresnes, au sud de Paris, où elle reste menottée aux mains et aux pieds, sans eau ni nourriture, pendant quatre jours. A nouveau brutalement interrogée, elle passe les six mois suivants en isolement en raison de son mutisme. 
Elle doit faire partie des prisonniers du dernier convoi de déportés de Paris à destination de l'Allemagne prévu le 15 août 1944 ("convoi des 57000") mais elle y échappe en raison de son état, car elle est alors enceinte de neuf mois. Elle donne naissance le 25 août à une petite fille nommée Christianne. La libération de Gilberte pourrait avoir été ordonnée par le colonel Oscar Reile, membre de l'Abwehr.
Son témoignage sera consigné par écrit et servira de preuve lors du procès de Nuremberg.